# فرید خدر
فرید خدر (انگلیسی: Ferrid Kheder؛ زادهٔ ۳ مارس ۱۹۷۵) ورزشکار هنرهای رزمی ترکیبی و جودوکار اهل فرانسه است.